# Jean-Philippe Ansermet
Jean-Philippe Ansermet (pronunciación en francés: /ɑ̃.sɛʁ.mɛ/; Lausana, 1 de marzo de 1957) es un físico e ingeniero suizo. Se desempeña como profesor en la Escuela Politécnica Federal de Lausana. Su investigación se centra en la fabricación y propiedades de materiales nanoestructurados, así como en la espintrónica.

## Biografía
Se licenció en física por la Escuela Politécnica Federal de Lausana en 1980. Luego realizó un doctorado en la Universidad de Illinois en Urbana-Champaign, desarrollando la espectroscopía de resonancia magnética nuclear para la investigación de catálisis y defendiendo su tesis en 1985. Luego continuó su investigación sobre RMN de superficies como postdoctorado en la misma institución hasta 1987, cuando fue nombrado líder de grupo de la empresa química suiza Ciba-Geigy, trabajando en materiales compuestos y sales de transferencia de carga. En 1992, fue nombrado profesor de física experimental en la EPFL, donde fue ascendido a profesor titular en 1995 y nombrado jefe de la sección de física en 2007. Allí enseña mecánica clásica y termodinámica a estudiantes de pregrado y posgrado.
Fue miembro del comité ejecutivo de la Sociedad Europea de Física de 1993 a 1998 y presidente de la Sociedad Suiza de Física de 2002 a 2006. Es miembro de la Sociedad Estadounidense de Física desde 2011.

### Investigación
Dirige el Laboratorio de Física de Materiales Nanoestructurados en el Instituto de Física de la EPFL. La investigación en su laboratorio se centra en la espintrónica y nuevos métodos de resonancia magnética, incluida la instrumentación sub-THz.
Su laboratorio caracterizó una magnetorresistencia gigante con corriente impulsada perpendicularmente a las interfaces de multicapas de Co/Cu antes de que grandes colaboraciones pudieran lograr lo mismo mediante la litografía. También participó en el descubrimiento de que una corriente puede invertir la magnetización de una nanoestructura mediante el par de transferencia de espín. El laboratorio demostró el concepto de par de giro impulsado por calor en metales ferromagnéticos. Utilizando la termodinámica, el laboratorio también predijo y demostró un par de giro impulsado por calor en un ferroimán aislante.
Su laboratorio estudia la polarización nuclear dinámica (DNP) como una forma de mejorar las señales en experimentos de RMN de superficie, que requieren excitación en el dominio sub-THz. Esta limitación llevó al desarrollo de instrumentos DNP por parte de la LPMN y sus colaboradores y a la creación de la nueva empresa suiza Swissto12. La colaboración entre el Centro Suizo de Plasma de la EPFL y el LPMN condujo a la construcción de un girotrón. El laboratorio demostró además que este equipo puede inducir resonancia en antiferromagnetos, ampliando así el campo de la espintrónica.

## Publicaciones seleccionadas

### Libros
- Ansermet, Jean-Philippe (2013). Mécanique. Presses polytechniques et universitaires romandes. ISBN 9782889150243.
- Ansermet, Jean-Philippe; Brechet, Sylvain D. (2018). Principles of Thermodynamics. ISBN 9781108620932. doi:10.1017/9781108620932.

### Artículos

#### Espintrónica
- Blondel, A.; Meier, J. P.; Doudin, B.; Ansermet, J.‐Ph. (1994). «Giant magnetoresistance of nanowires of multilayers». Applied Physics Letters 65 (23): 3019-3021. Bibcode:1994ApPhL..65.3019B. doi:10.1063/1.112495.
- Wegrowe, J.-E; Kelly, D.; Jaccard, Y.; Guittienne, Ph; Ansermet, J.-Ph (1999). «Current-induced magnetization reversal in magnetic nanowires». EPL 45 (5): 626-632. Bibcode:1999EL.....45..626W. doi:10.1209/epl/i1999-00213-1.
- Yu, Haiming; Granville, S.; Yu, D. P.; Ansermet, J.-Ph. (2010). «Evidence for Thermal Spin-Transfer Torque». Physical Review Letters 104 (14): 146601. Bibcode:2010PhRvL.104n6601Y. PMID 20481950. arXiv:1003.3042. doi:10.1103/PhysRevLett.104.146601.
- Brechet, Sylvain D.; Vetro, Francesco A.; Papa, Elisa; Barnes, Stewart E.; Ansermet, Jean-Philippe (2013). «Evidence for a Magnetic Seebeck Effect». Physical Review Letters 111 (8): 087205. Bibcode:2013PhRvL.111h7205B. PMID 24010472. arXiv:1306.1001. doi:10.1103/PhysRevLett.111.087205.

#### Resonancia magnética nuclear
- Wang, P.-K.; Ansermet, J.-P.; Rudaz, S. L.; Wang, Z.; Shore, S.; Slichter, C. P.; Sinfelt, J. H. (1986). «NMR Studies of Simple Molecules on Metal Surfaces». Science 234 (4772): 35-41. Bibcode:1986Sci...234...35W. PMID 17742632. doi:10.1126/science.234.4772.35.
- Ansermet, J.-Ph.; Slichter, C.P.; Sinfelt, J.H. (1990). «Solid state NMR techniques for the study of surface phenomena». Progress in Nuclear Magnetic Resonance Spectroscopy 22 (5): 401-421. doi:10.1016/0079-6565(90)80005-3.
- Day, James B.; Vuissoz, Pierre-Andre; Oldfield, Eric; Wieckowski, Andrzej; Ansermet, Jean-Philippe (1996). «Nuclear Magnetic Resonance Spectroscopic Study of the Electrochemical Oxidation Product of Methanol on Platinum Black». Journal of the American Chemical Society 118 (51): 13046-13050. doi:10.1021/ja962490u.
- Alberti, S.; Braunmueller, F.; Tran, T. M.; Genoud, J.; Hogge, J-Ph.; Tran, M. Q.; Ansermet, J-Ph. (2013). «Nanosecond Pulses in a THZ Gyrotron Oscillator Operating in a Mode-Locked Self-ConsistentQ-Switch Regime». Physical Review Letters 111 (20): 205101. Bibcode:2013PhRvL.111t5101A. PMID 24289692. doi:10.1103/PhysRevLett.111.205101.